# Polystyliphora axi
Polystyliphora axi är en plattmaskart. Polystyliphora axi ingår i släktet Polystyliphora och familjen Polystyliphoridae. Inga underarter finns listade i Catalogue of Life.